# Raimond av Saint Gilles

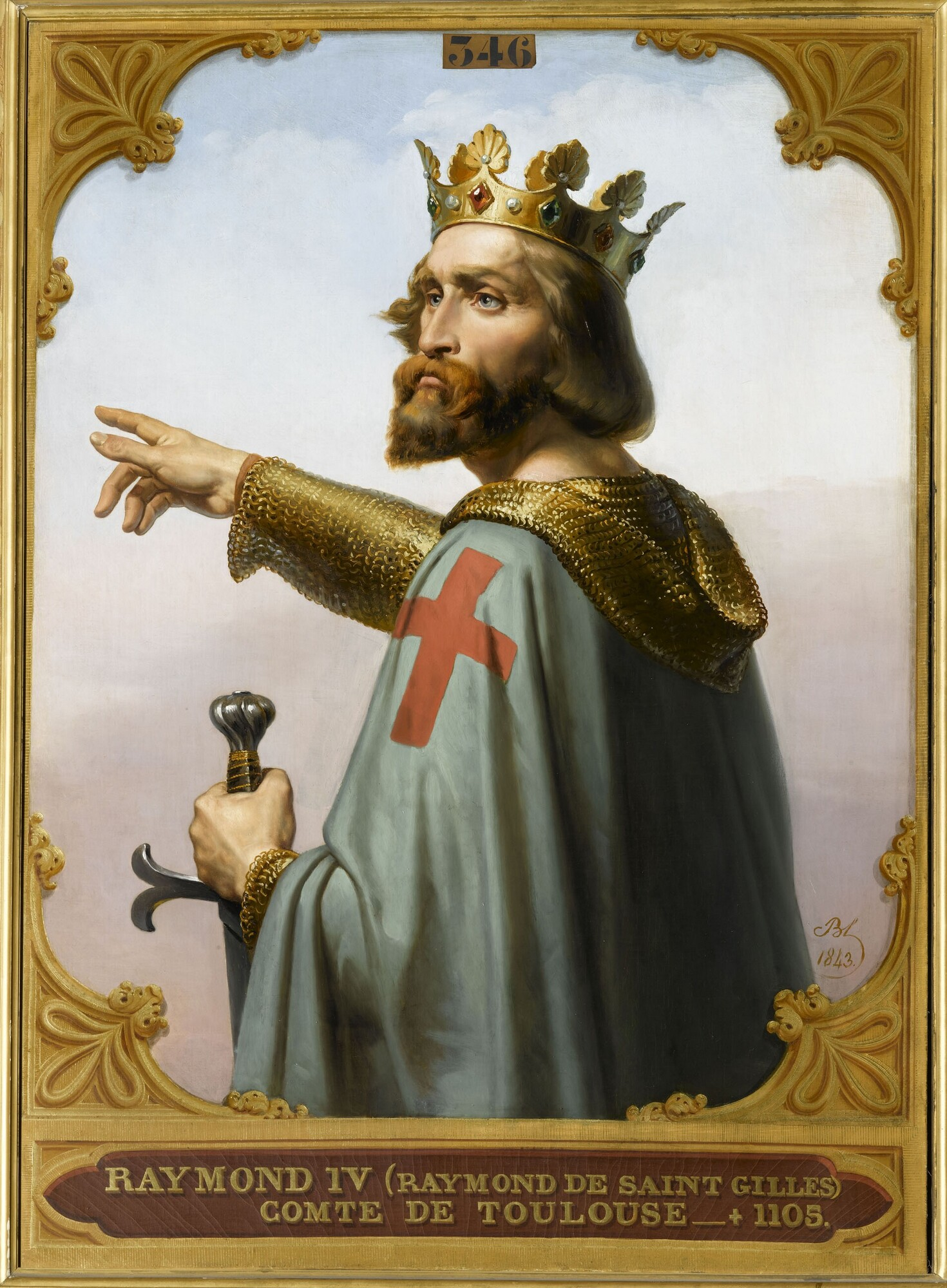
Raimond av Saint Gilles, såsom konstnären, Merry-Joseph Blondel, föreställde sig honom, 1840-talet, Salles de Croisades, Versailles.

Raimond av Saint Gilles eller Raimond IV av Toulouse, född omkring 1042 i Toulouse, död 1105 i Tripolis, var en fransk adelsman och en av de korsriddare som ledde första korståget. Han var greve av Toulouse, hertig av Navarra, och markgreve av Provence.

## Biografi
Raimond av Saint Gilles, som var enögd, var son till Pons av Toulouse och Almodis de la Marche. Av sin far tilldelades han Saint Gilles. Han tillträdde 1088 sitt grevskap Toulouse, efter sin bror Vilhelm IV av Toulouse, men lämnade landet 1096 åt sin son Bertrand, och drog i spetsen för Sydfrankrikes ridderskap emot Heliga landet. Egensinnig och passionerad, var han den ende av korsfararna, som inte svor bysantinske kejsaren Alexius I någon ed. Men i sitt stolta sinne drog han ej heller jämnt med korshärens andra hövdingar. 
Efter Jerusalems erövring (1099) undanbad Raimond sig dess krona och återvände. I Konstantinopel stötte han på en ny korshär, och blev dess anförare. Han erövrade Tripolis (landet norr om Jerusalem) och stannade där till sin död, 1105.
Påve Urban II kallade Raimond comes Nimirum Tholosanorum ac Ruthenensium et marchio Provintie Raimundus i en bulla från 1096.

## Familjeförhållanden
Raimond var gift tre gånger, och exkommunicerades två gånger för att ha gift sig inom de förbjudna leden. Första hustrun var en kusin, och hon blev mor till Bertrand som efterträdde honom som greve av Toulouse. Andra hustrun var prinsessan Mathilda av Sicilien, dotter till kung Roger I av Sicilien. Tredje hustrun,  Elvira av Kastilien (1094), var dotter till Alfonso VI av Kastilien som hade stridit med framgång mot morerna.